# Many (Luisiana)
Many é uma cidade  localizada no estado americano de Luisiana, na Paróquia de Sabine.

## Demografia
Segundo o censo americano de 2000, a sua população era de 2889 habitantes.
Em 2006, foi estimada uma população de 2790, um decréscimo de 99 (-3.4%).

## Geografia
De acordo com o United States Census Bureau tem uma área de
8,1 km², dos quais 8,1 km² cobertos por terra e 0,0 km² cobertos por água. Many localiza-se a aproximadamente 84 m acima do nível do mar.

## Localidades na vizinhança
O diagrama seguinte representa as localidades num raio de 24 km ao redor de Many.